# Nidularium angustibracteatum
Nidularium angustibracteatum är en gräsväxtart som beskrevs av Elton Martinez Carvalho Leme. Nidularium angustibracteatum ingår i släktet Nidularium och familjen Bromeliaceae. Inga underarter finns listade i Catalogue of Life.